# راندال ليال
راندال ليال (بالإسبانية: Randall Leal)‏ (14 يناير 1997 في كوستاريكا - ) هو لاعب كرة قدم كوستاريكي في مركز مهاجم داخلي، شارك في 2013 CONCACAF U-17 Championship ‏ وكأس العالم تحت 20 سنة لكرة القدم 2017 و و2017 CONCACAF U-20 Championship ‏ وFootball at the 2018 Central American and Caribbean Games – Men's tournament ‏. وشارك مع منتخب كوستاريكا تحت 17 سنة لكرة القدم ومنتخب كوستاريكا تحت 20 سنة لكرة القدم. أما مع النوادي، فقد لعب مع ديبورتيفو سابريسا وكيه في ميخيلين وBelén F.C. ‏.

## وصلات خارجية
- راندال ليال على موقع الاتحاد الدولي (مؤرشف)  (الإنجليزية)
- راندال ليال على موقع الدوري الأمريكي (الإنجليزية)
- راندال ليال على موقع قاعدة بيانات كرة القدم.إي يو (الإنجليزية)
- راندال ليال على موقع ناشيونال فوتبول تيمز (الإنجليزية)
- راندال ليال على موقع Soccerway.com (الإنجليزية)
- راندال ليال على موقع عالم كرة القدم.نت (الإنجليزية)